# 1996 YB2
1996 YB2 är en asteroid i huvudbältet som upptäcktes den 22 december 1996 av Beijing Schmidt CCD Asteroid Program vid Xinglong-observatoriet.
Asteroiden har en diameter på ungefär 8 kilometer.